# Solidago virgaurea
Solidago virgaurea (una de las múltiples especies de vara de oro) es una herbácea perenne de la familia de las Asteraceae. Crece para flores de jardín con muchos cultivares diferentes. Florece  profusamente a fines del verano.

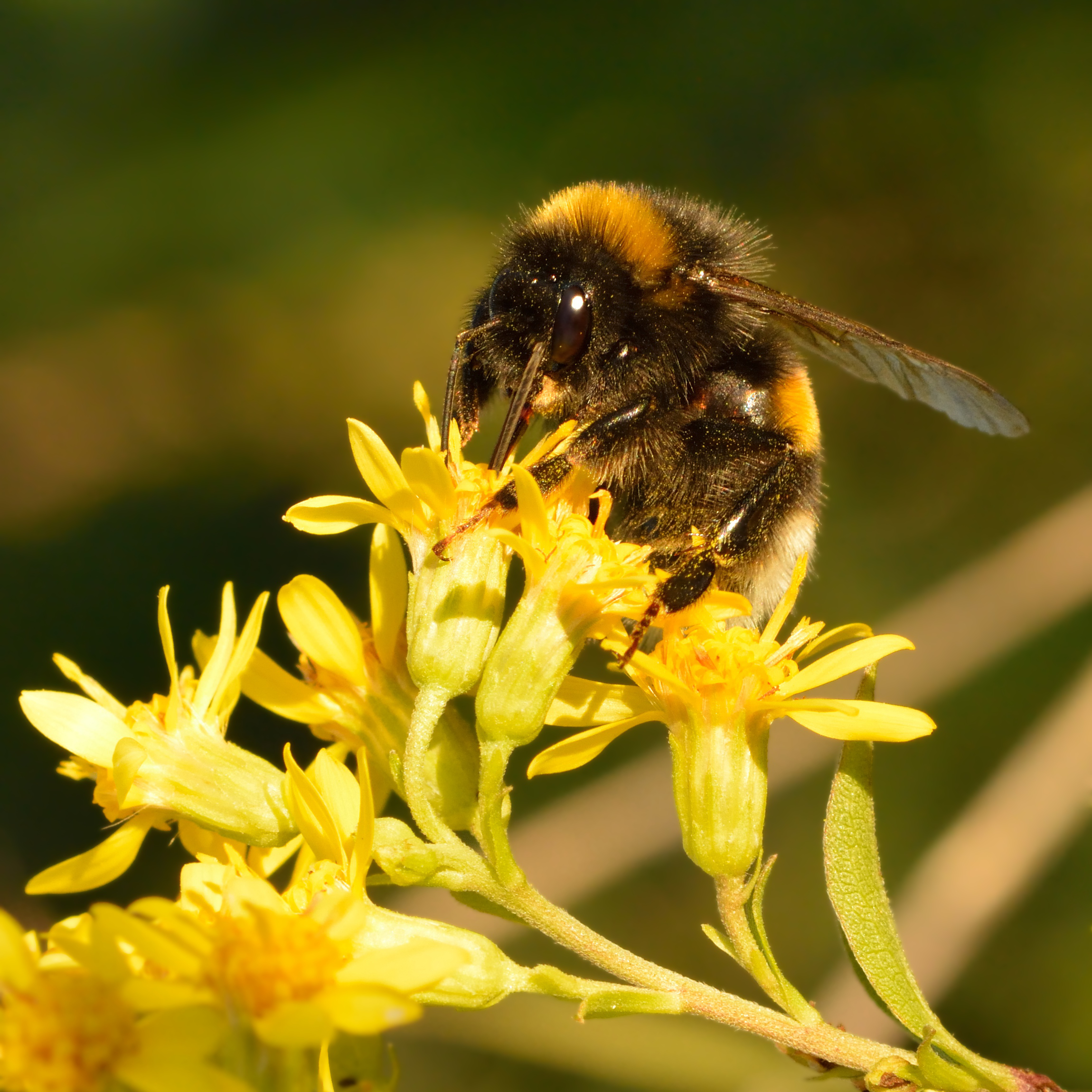
Polinización

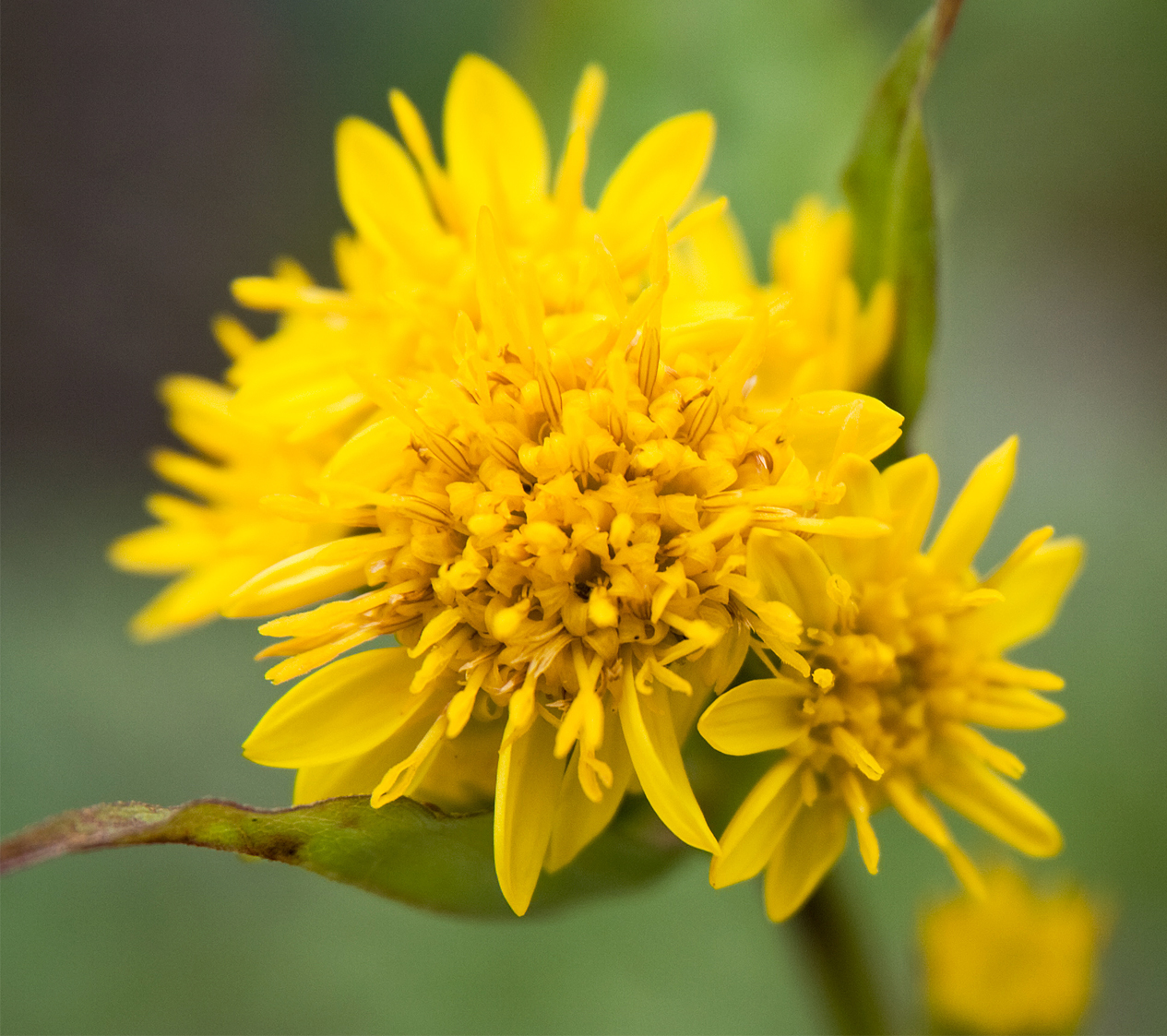
Detalle de la inflorescencia

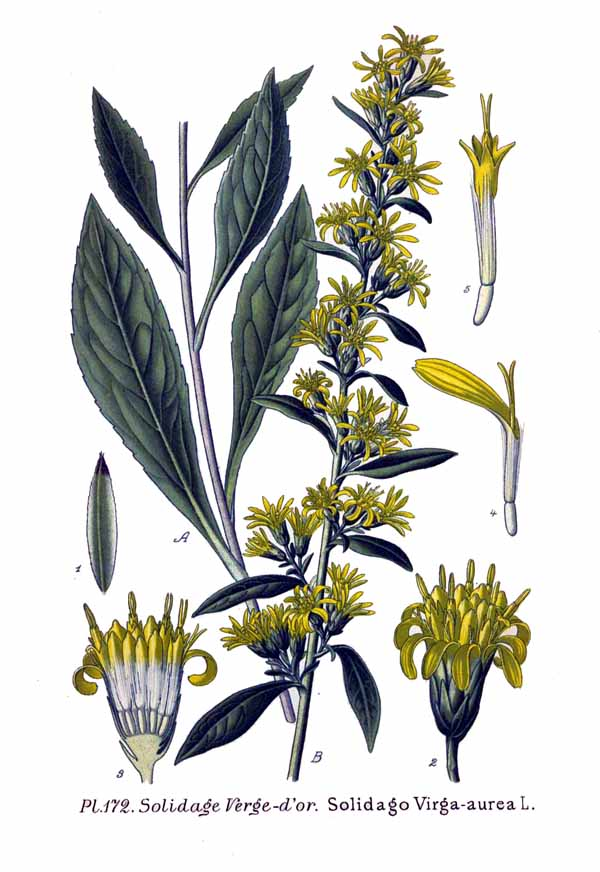
Ilustración

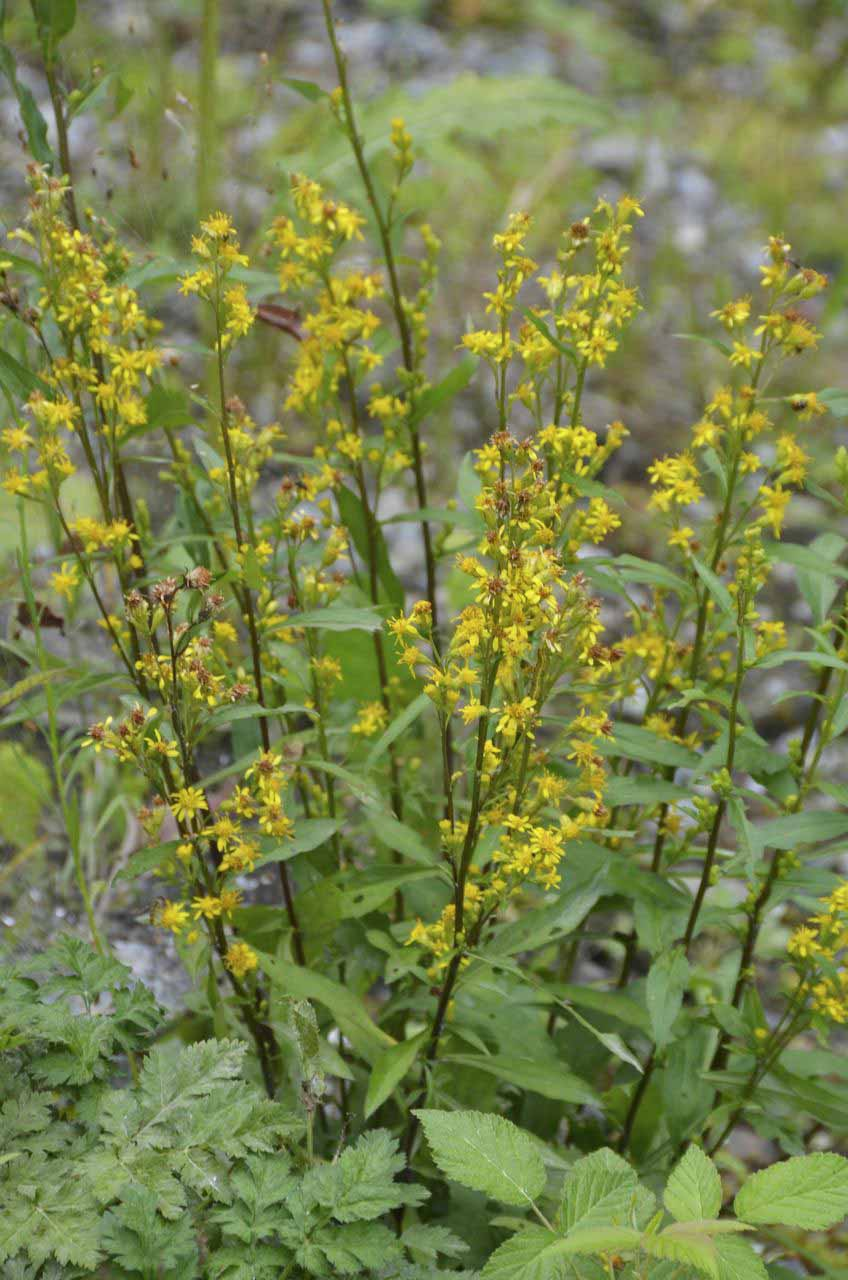
En su hábitat

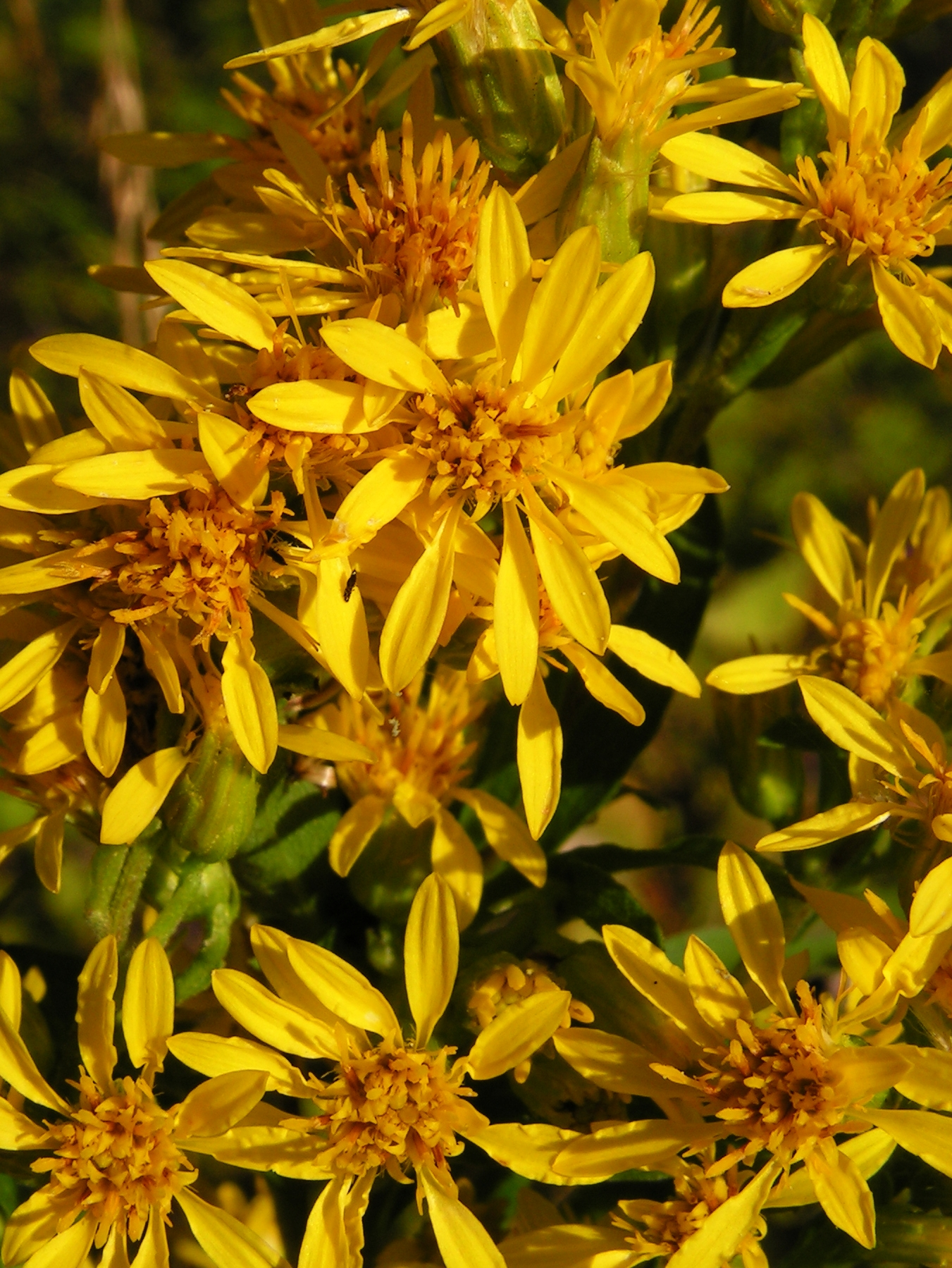
Flores

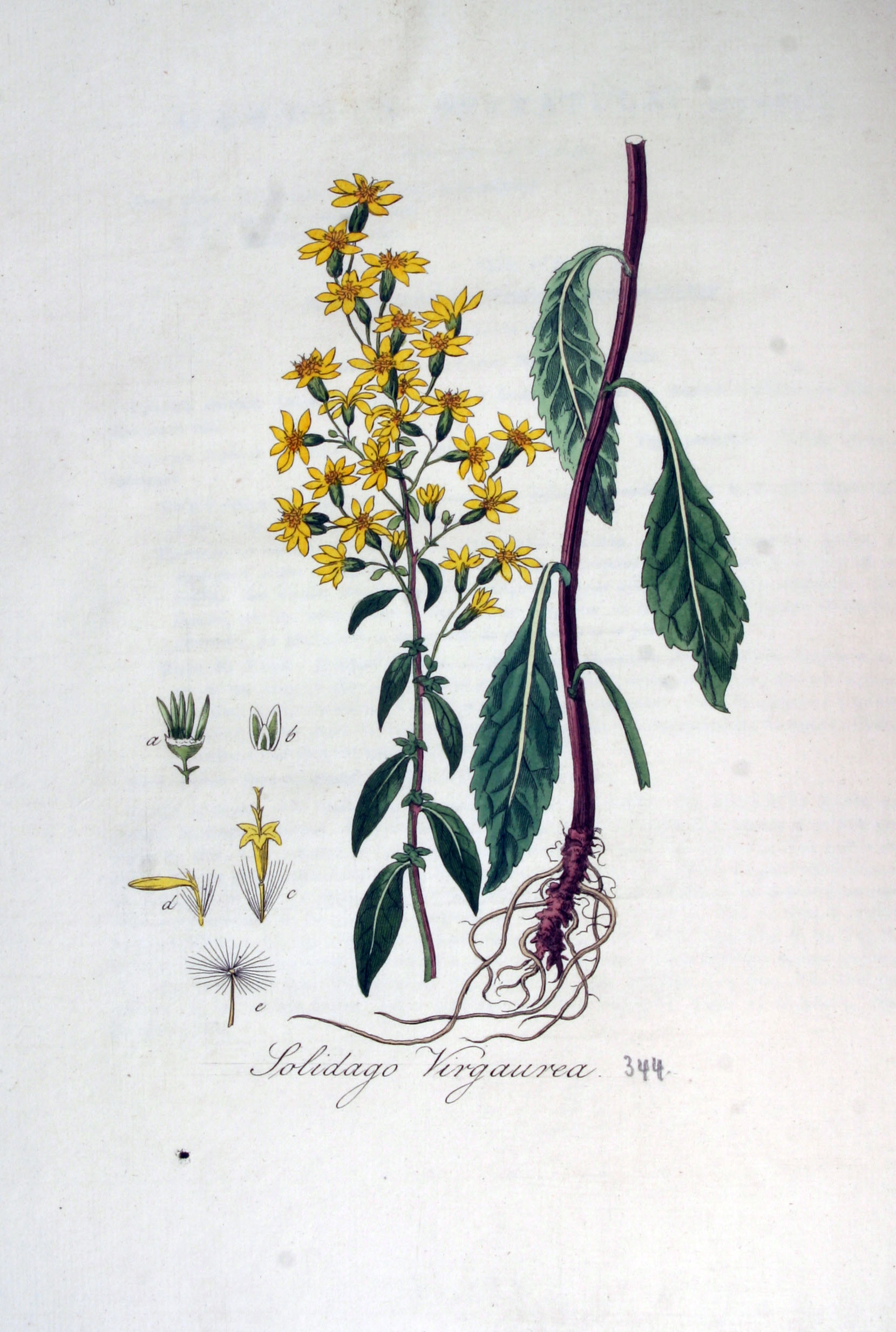
Ilustración en Flora Batava

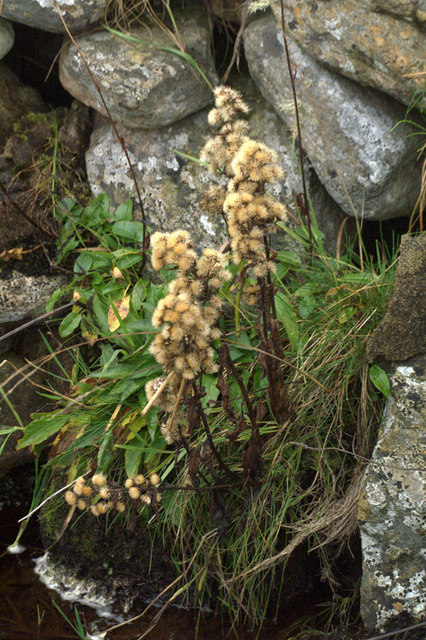
En su hábitat

## Descripción
Planta perenne, erecta, de 15 a 100 cm. Hojas ovadas a lanceoladas, normalmente dentadas, pecioladas, hojas caulinares superiores más estrechas, enteras, sentadas, glabras por encima y generalmente pelosas por debajo. Capítulos amarillo brillante de 7-8 mm de largo, en inflorescencias ramosas. 6-12 flores liguladas de 4-9 mm de largo; involucro verdoso. Especie muy variable. Florece en verano.

## Hábitat
Claros del bosque, (quejigal, pinar, hayedo, melojar), brezales, piornal, lugares herbosos y rocosos.

## Distribución
Toda Europa, excepto Islandia.

## Historia
En la antigüedad fue una planta prácticamente desconocida y parece que lo primero que habló de ella fue Arnau de Vilanova en el siglo XIII. Ya la recomendó para el mal de piedra y el dolor de riñones y más adelante John Gerard (1633) describió estas propiedades con más extensión. En el año 1592 Hieronymus Bock recoge el testimonio de Hieromymus Brunschwig que hacía referencia al uso de esta planta por parte de los antiguos germanos para curar heridas.
Oficialmente las autoridades sanitarias recomiendan esta planta como un buen diurético útil en la nefritis y la cistitis, y también para el tratamiento de reumatismos y gota. Por este motivo, actualmente existen en el mercado muchos preparados registrados que se dispensan con cierta frecuencia. Por citar algunos: uralyt, adelgazante kneipp, Bioforce té de Solidago, ... y varias presentaciones de Santiveri, Soria natural, Artesanía agrícola, ...

## Herbalismo
Esta especie fue cultivada en el mundo árabe, que la usaba en su sistema de medicina. En los siglos XV y XVI aparece en Europa para mejorar heridas. Es astringente, diurético, antiséptico y otras propiedades.
Los modernos herboristas la usan para tratar catarro y cálculos renales.

## Farmacología
La parte utilizada es toda la planta exceptuando la raíz. La floración es entre julio y septiembre, que es cuando se recolecta la planta.
Composición química
- Polifenoles: Flavonoides (1'5%): kaempferol, quercetol, isorramnetol y sus glucorramnósidos.

Ácidos fenil-carboxílicos: clorogénico y sus isómeros, cafeico y sus ésteres osídicos, ésteres osídicos de hidroxibenzoatos del alcohol salicílico (leiocarpósido y virgaureósido).
Antocianósidos : cianido-3-diglucósido y 3-0-genciobiósido (miocianina).
Taninos: saponósidos (2'4-2'5%) - Trazas de aceite esencial (0'05%): monoterpenos (ß-pineno, Mircea,  sesquiterpenos (acetato de bornil).
- Diterpenos libres y esterificados de grupo del cisclerols .
- Mucílagos .
Como sustancia de reserva tiene inulina.
Acciones farmacológicas
Los flavonoides tienen una acción venotónica y junto con los saponósidos le dan acción diurética uricosúricos. Concretamente los saponósidos también tienen función antimicótica .
Los aceites esenciales le dan una acción antiséptica de las vías urinarias y del tracto digestivo. Estos también le dan una acción diaforética .
Los taninos actúan como astringente (tanto por vía interna como externa) y antiinflamatorios en uso externo.
Usos medicinales
Sistema urinario: se recomienda para tratamientos de edemas y nefritis agudas. Prevención de cálculos renales, cistitis y uretritis. Tratamiento de fondo de reumatismos y gota.
Flevologia : protectora de capilares y tonificante del sistema venoso por efecto de los flavonoides.
Sistema digestivo: es astringente por sus taninos (diarreas).
Efectos en la piel: astringente y cicatrizante en llagas y úlceras (aplicado en forma de infusiones). Resolutivo de eczemas . Útil en las estomatitis y paradontopatias.
Preparaciones
Para uso interno:
Tratamiento de oliguria, nefritis, cistitis, uretritis, urolitiasis, gota, edemas, obesidad, diarreas, enteritis, ansiedad, hipertensión, varices, hemorroides y fragilidad capilar.
infusiones: una cucharada de postre por taza. Tres o más tazas al día.
decocción : 20 g / l, hervir 2 minutos, dejarlo durante 10 minutos. Beber durante todo el día.
extracto fluido: 1-2 gramos por día.
tintura (1:10): 30-60 gotas tres veces al día.
cápsulas: 300 miligramos de planta desecada y pulverizada por cápsula.
Para uso externo
Tratamiento de eczemas, heridas y úlceras cutáneas.
macerado : 40 g/l, macerar durante 12 horas. Aplicar en forma de compresas o lavados.
Es una planta carente de toxicidad pero su contenido en saponósidos en algunas ocasiones puede irritar las mucosas.
Está contraindicada en hipersensibilidad a la Vara de oro u otras especies de la familia de las compuestas. No debe utilizarse durante el embarazo o lactancia por ausencia de datos que confirmen su seguridad.
Se debe utilizar con precaución en el tratamiento de edemas asociados a insuficiencia renal o insuficiencia cardiaca. La Vara de oro puede potenciar los efectos de los antihipertensivos provocando hipotensión. También puede potenciar los efectos y la toxicidad de los digitálicos debido a la hipopotasemia que puede generar.
No se han descrito efectos sobre la capacidad para conducir y utilizar maquinaria. Tampoco se han observado reacciones adversas a las dosis terapéuticas recomendadas. A altas dosis, en tratamientos crónicos o en individuos especialmente sensibles se pueden dar reacciones alérgicas, pero no es frecuente.
Utilización homeopática
Los remedios homeopáticos se preparan a partir de flores frescas, y es  específico para el riñón, las diluciones más usuales son las D1 y D2, de las que se administran cada día dos o más veces entre 5 y 10 gotas.

## Taxonomía
Solidago virgaurea fue descrito por Carlos Linneo y publicado en Species Plantarum 2: 880. 1753.
Citología
Número de cromosomas de Solidago virgaurea (Fam. Compositae) y táxones infraespecíficos: 2n=18
Etimología
Solidago: nombre genérico que deriva del término latíno solido, que significa "sirve para todo o curar" que es una referencia a las supuestas, cualidades medicinales de estas plantas.
virgaurea: epíteto latíno que significa "vara de oro".
Sinonimia
Variedades
- Solidago virgaurea subsp. alpestris (Waldst. & Kit.) Gremli
- Solidago virgaurea subsp. armena (Grossh.) Greuter
- Solidago virgaurea subsp. asiatica Kitam. ex Hara
- Solidago virgaurea var. calcicola Fernald
- Solidago virgaurea subsp. caucasica (Kem.-Nath.) Greuter
- Solidago virgaurea subsp. dahurica (Kitag.) Kitag.
- Solidago virgaurea subsp. gigantea (Nakai) Kitam.
- Solidago virgaurea var. insularis (Kitam.) Hara
- Solidago virgaurea subsp. jailarum (Juz.) Tzvelev
- Solidago virgaurea subsp. lapponica (With.) Tzvelev
- Solidago virgaurea subsp. macrorrhiza (Lange) Nyman
- Solidago virgaurea subsp. talyschensis (Tzvelev) Sennikov
- Solidago virgaurea subsp. taurica (Juz.) Tzvelev
- Solidago virgaurea subsp. turfosa (Woronow ex Grossh.) Greuter

Sinonimia
| - Aster virgaurea (L.) Kuntze - Dectis decurrens Raf. - Doria virgaurea Scop. - Solidago cantoniensis Lour. - Solidago corsica (Rouy) A.W.Hill - Solidago minor Mill. - Solidago nudiflora Viv. - Solidago pygmaea - Solidago vulgaris Lam. - Aster minutus (L.) Kuntze - Solidago alpestris Waldst. & Kit. ex Willd. - Solidago cambrica Huds. - Solidago minuta L. - Solidago armena Kem.-Nath. ex Grossh - Solidago japonica Kitam. - Solidago caucasica Kem.-Nath. - Solidago dahurica Kitag. - Solidago gebleri Juz. - Solidago insularis Kitam. - Solidago jailarum Juz. - Solidago lapponica With. - Solidago macrorrhiza Lange - Solidago talyschensis Tzvelev - Solidago taurica Juz. - Solidago turfosa Woronow ex Grossh. |

## Nombres comunes
- Castellano: altabaca, consuelda sarracénica, hierba de los indios, hierba de los judíos, palo de oro, plumeros amarillos, ramo de san José, solidago, te de Gredos, vara de San José, vara de oro, vara de oro española, vara de oro menor, vara de san José, yerba de los judíos.[8]